# Clavelina polycitorella
Clavelina polycitorella is een zakpijpensoort uit de familie van de Clavelinidae. De wetenschappelijke naam van de soort is voor het eerst geldig gepubliceerd in 1954 door Tokioka.